# Dammsjön (Kungsäters socken, Västergötland)
Dammsjön är en sjö i Varbergs kommun i Västergötland och ingår i Viskans huvudavrinningsområde.